# Batalla de Ténedos
La batalla de Ténedos fue un combate naval entre el general romano Lucio Licinio Lúculo, el cual contaba con la ayuda del rodio Damágoras y el comandante póntico Neoptólemo, dentro del marco de la primera guerra mitridática.